# Albert Eckhout
Albert Eckhout (Groninga, 1610 – Groninga, 1665) è stato un pittore olandese.

## Biografia
Figlio dell'omonimo Albert Eckhourt e di Marryen Roeleffs, Eckhout nacque a Groninga, ma si sa ben poco della sua formazione; inoltre anche molti dei dipinti sono a lui ascritti dalla critica odierna e non recano firma, oltre naturalmente a quelli attribuiti con certezza.
Eckhout è noto principalmente per essere stato uno dei primi europei a dipingere immagini del "Nuovo Mondo". Nel 1636 partì dai Paesi Bassi alla volta del Brasile olandese, su invito del governatore Giovanni Maurizio di Nassau-Siegen, per documentarne il paesaggio, gli abitanti, la flora e la fauna. Risultato principale di questo lavoro furono otto ritratti etnografici rappresentativi dei vari popoli abitanti la colonia (indigeni, africani e misti), una grande tela con danza degli indigeni e dodici nature morte con prodotti tipici del Brasile. Furono tutti eseguiti per il governatore Maurizio di Nassau, che in seguito li donò a Federico III di Danimarca, suo cugino; si trovano tutt'oggi al Museo nazionale danese di Copenaghen.
Produsse anche alcuni dipinti raffiguranti la fauna amazzonica, con una particolare attenzione verso gli uccelli.
Eckhout morì nella sua città natale nel 1665.

## Lascito e tributi
I dipinti di Eckhout furono visionati dallo scienziato tedesco Alexander von Humboldt nel 1827 e dall'imperatore Pietro II del Brasile nel 1876, ed entrambi diedero giudizi entusiastici.
Il suo nome è stato dato ad un asteroide della fascia principale, 11241 Eckhout, scoperto il 24 settembre 1960 da Cornelis Johannes van Houten, Ingrid van Houten-Groeneveld e Tom Gehrels. La fascia principale degli asteroidi si trova tra le orbite di Marte e Giove. 

## Galleria d'immagini
Dipinti al Museo nazionale danese di Copenaghen

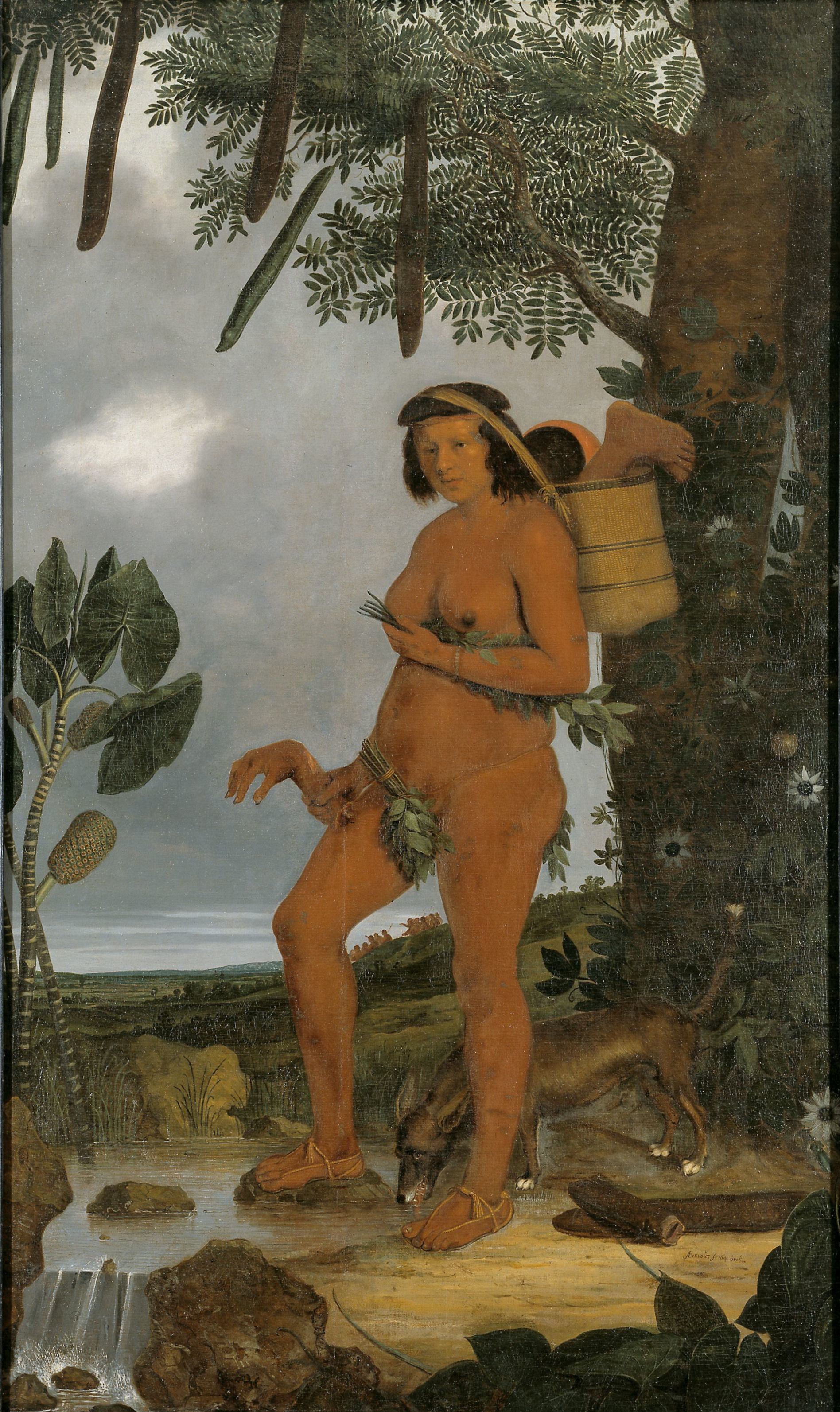
Donna tapuia
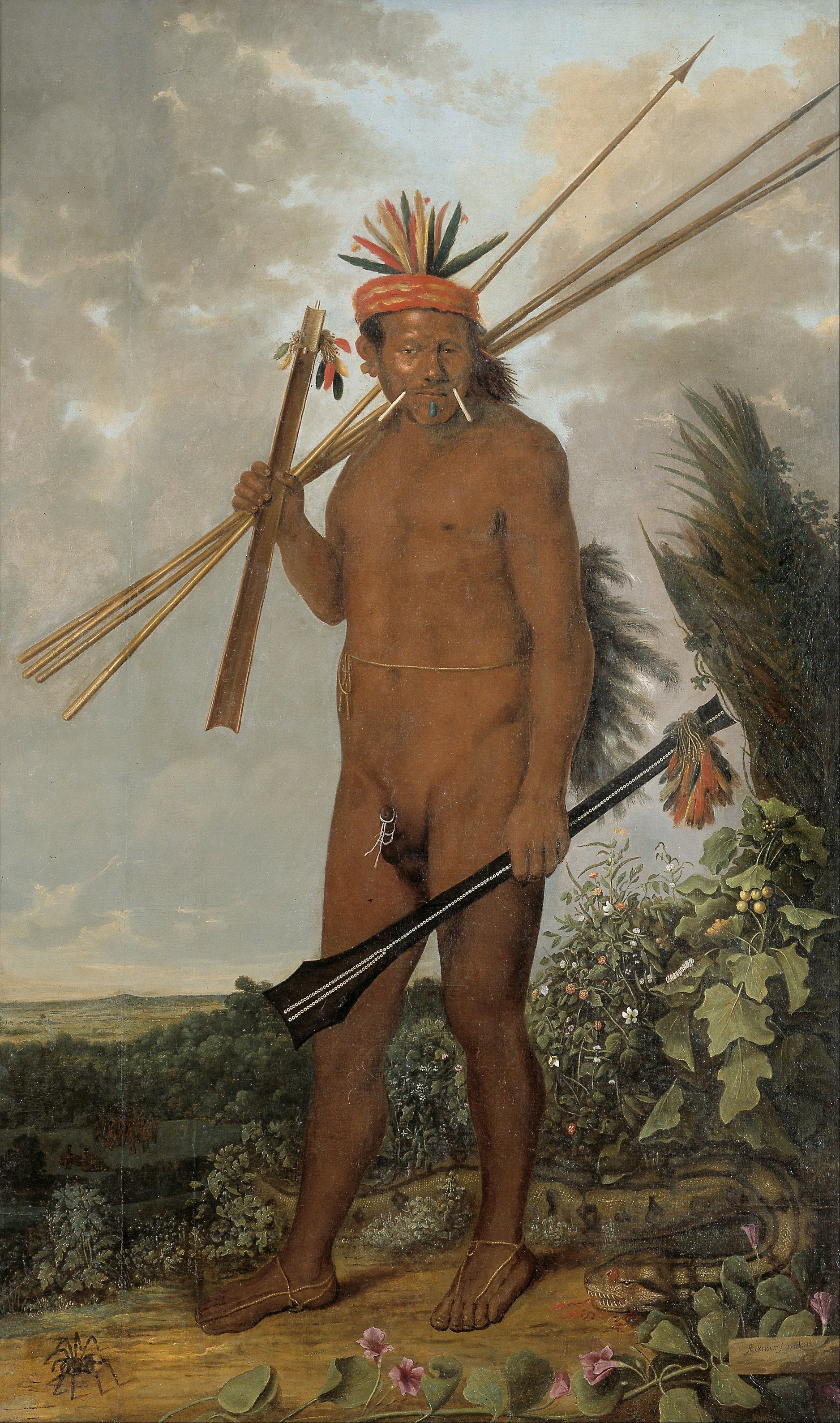
Uomo tarairiu
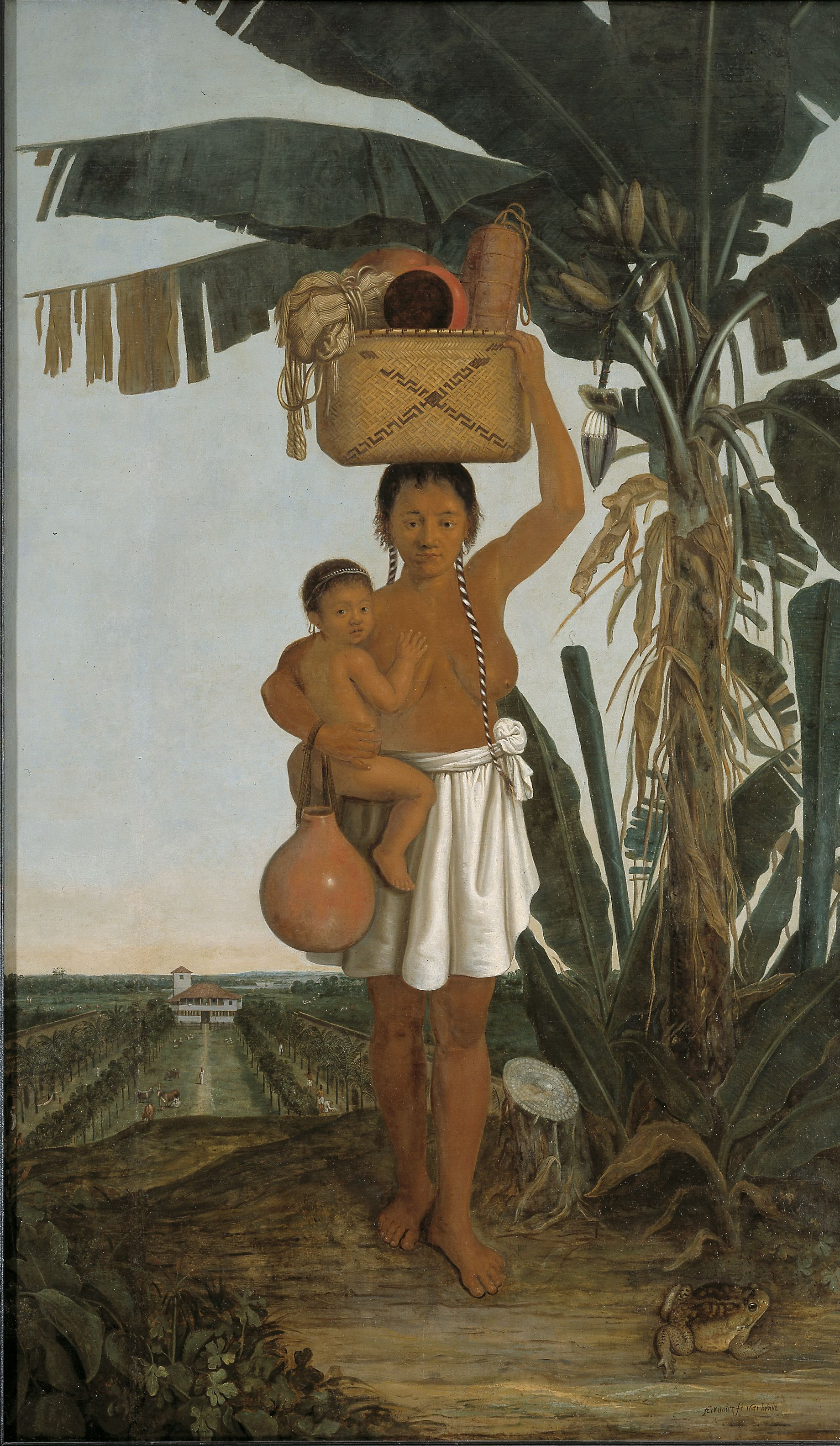
Donna tupi con bambino
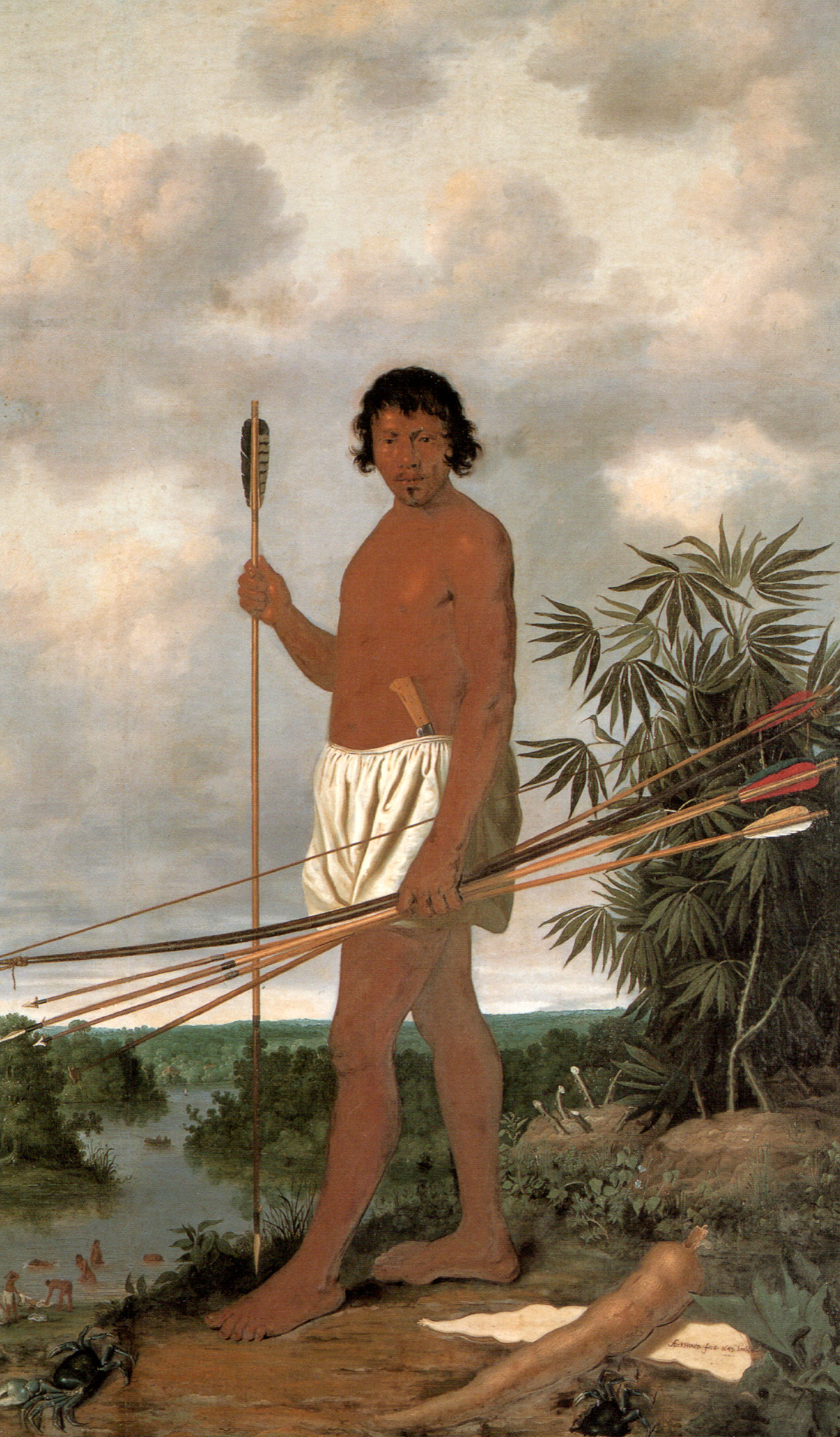
Uomo tupinamba
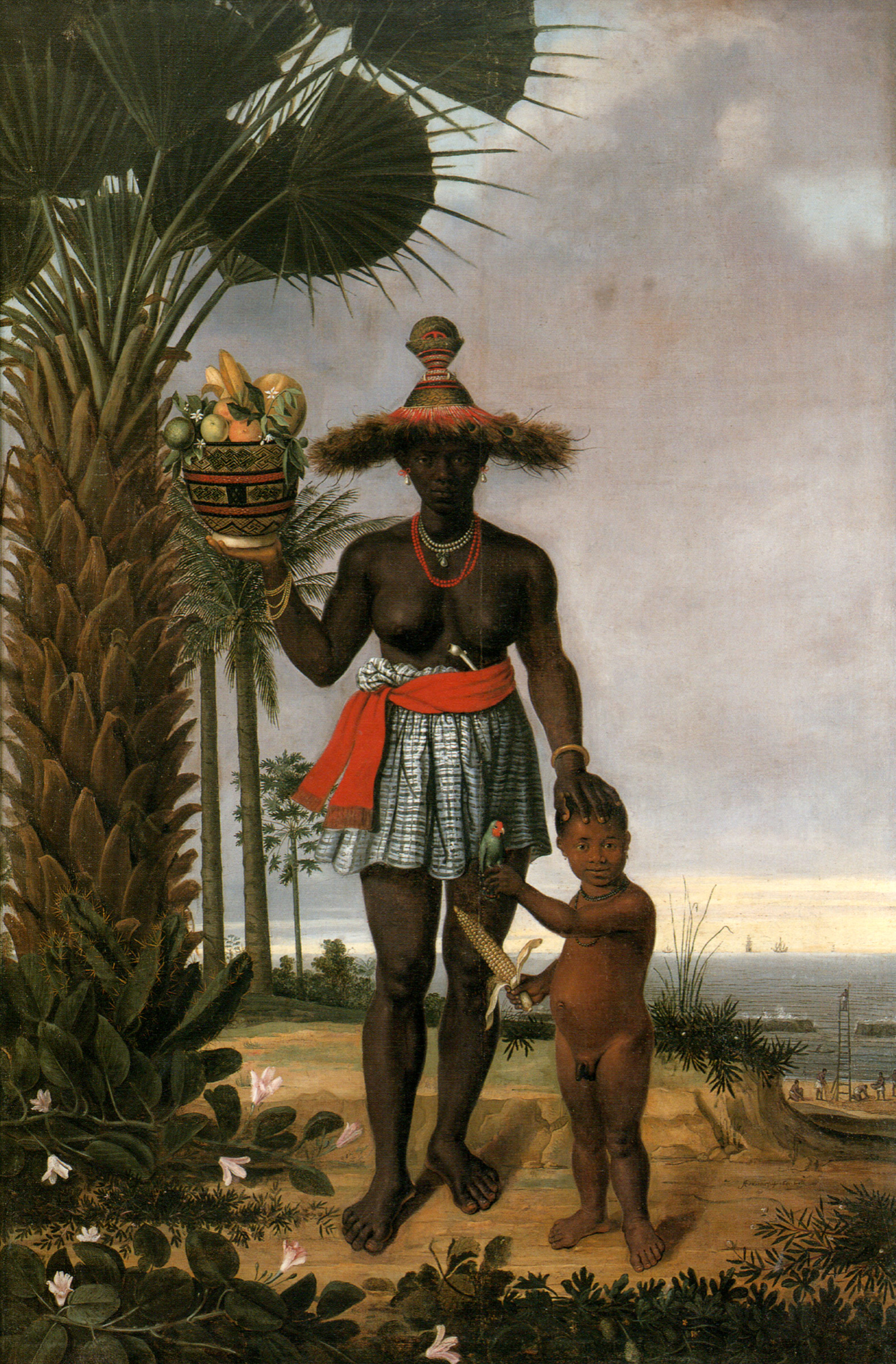
Donna nera con bambino
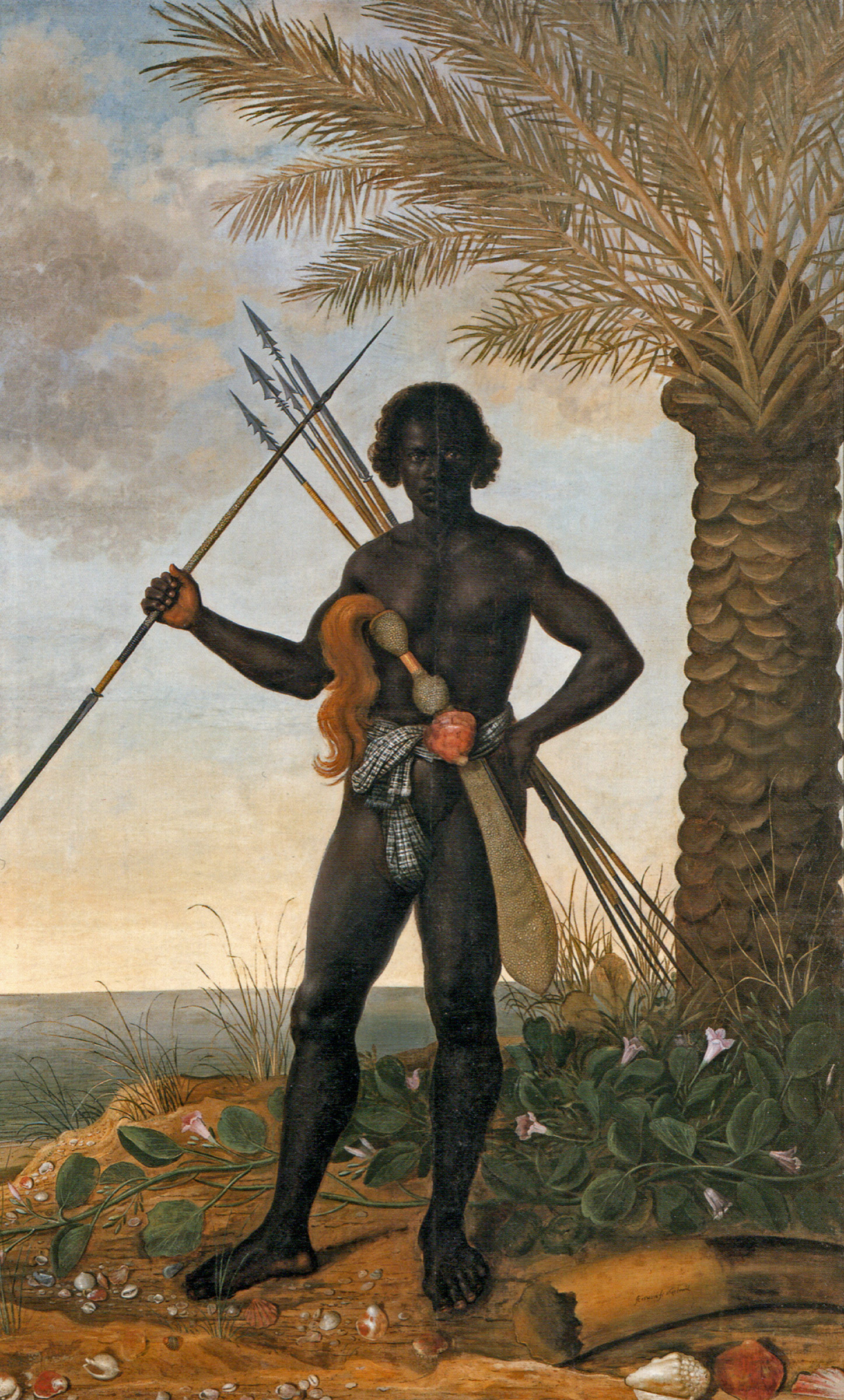
Uomo africano
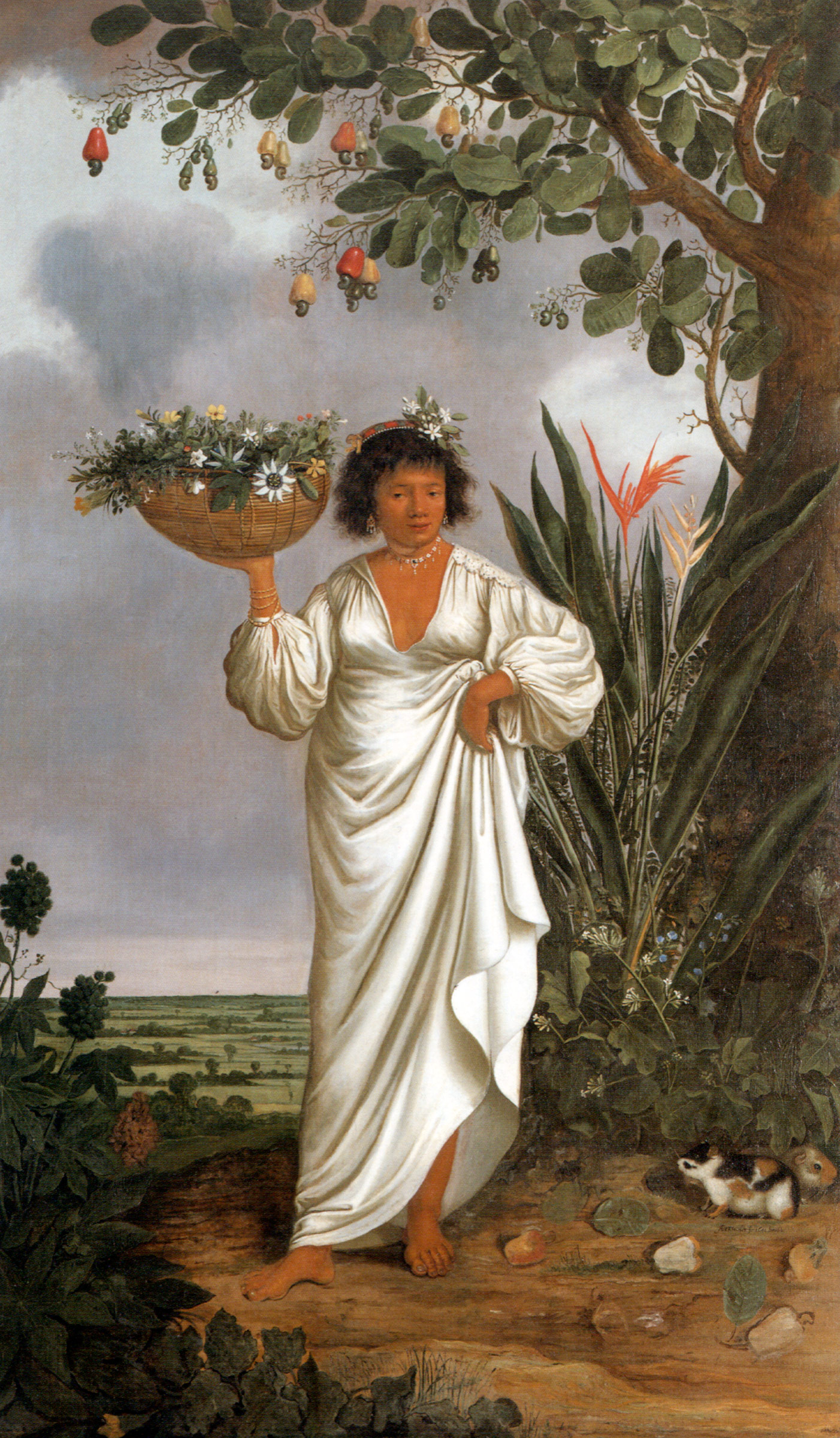
Donna mameluca (di ascendenza mista europea e indigena)
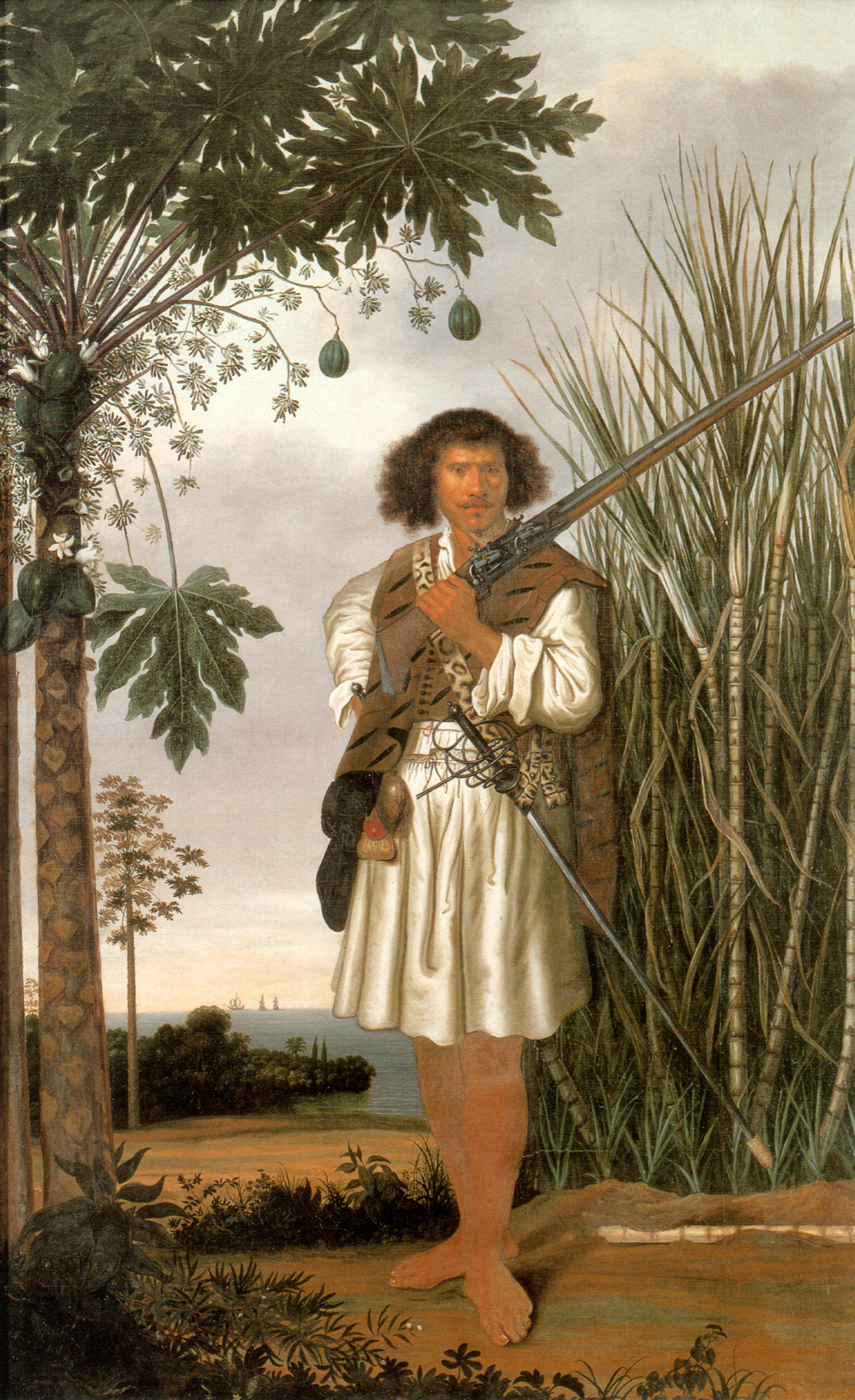
Uomo mulatto (di ascendenza mista europea e africana)
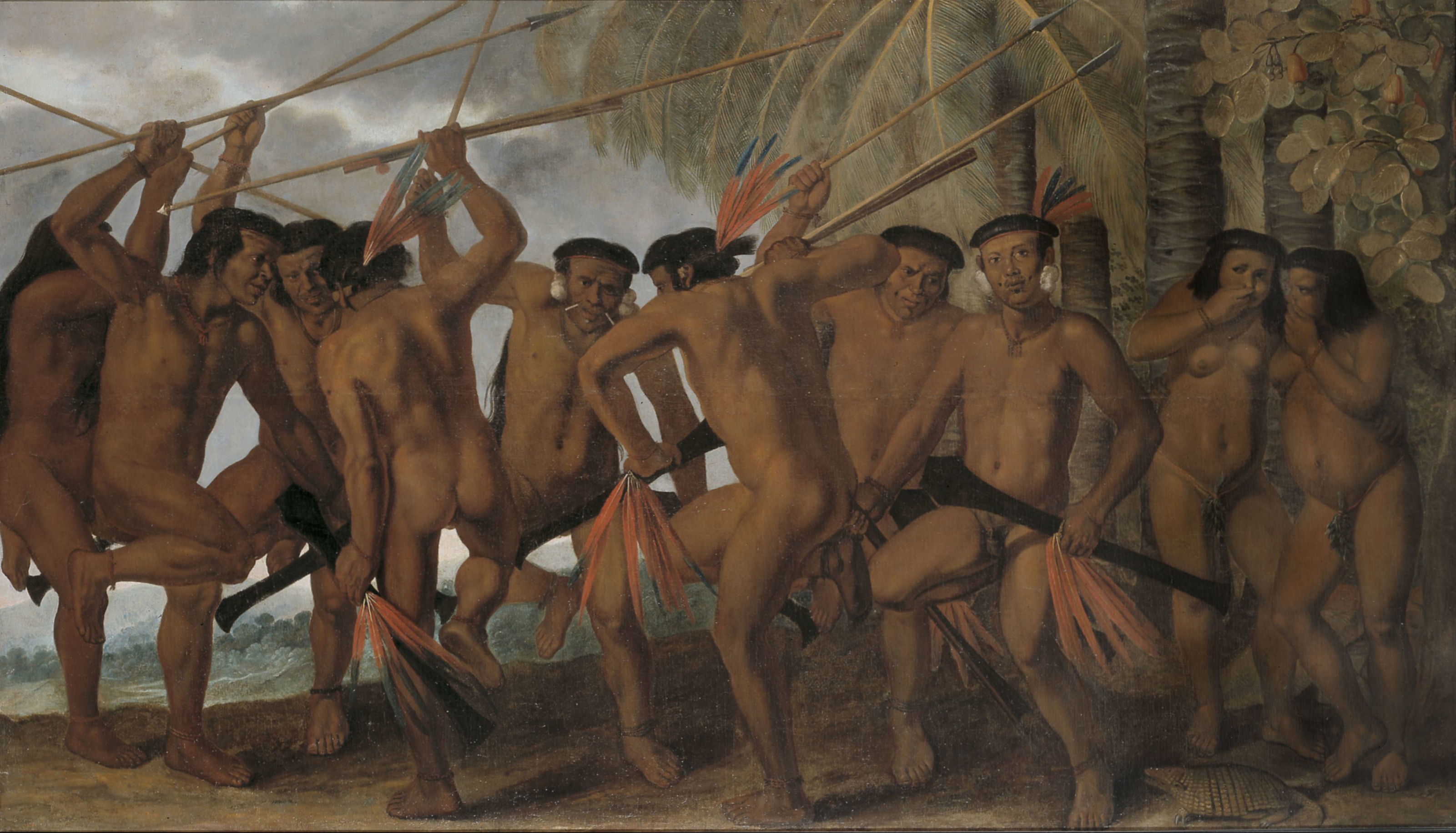
Danza tapuia

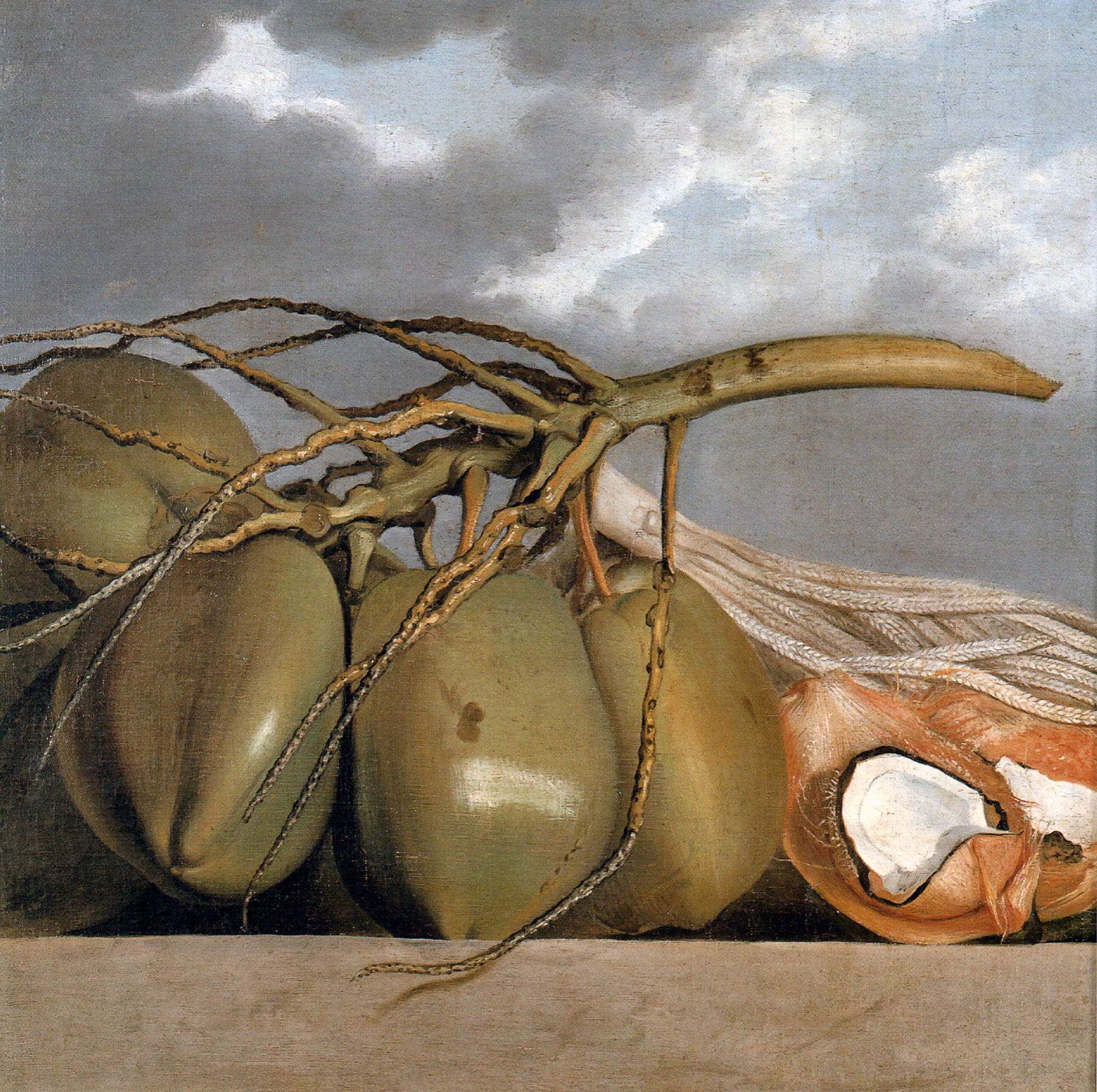
Noci di cocco
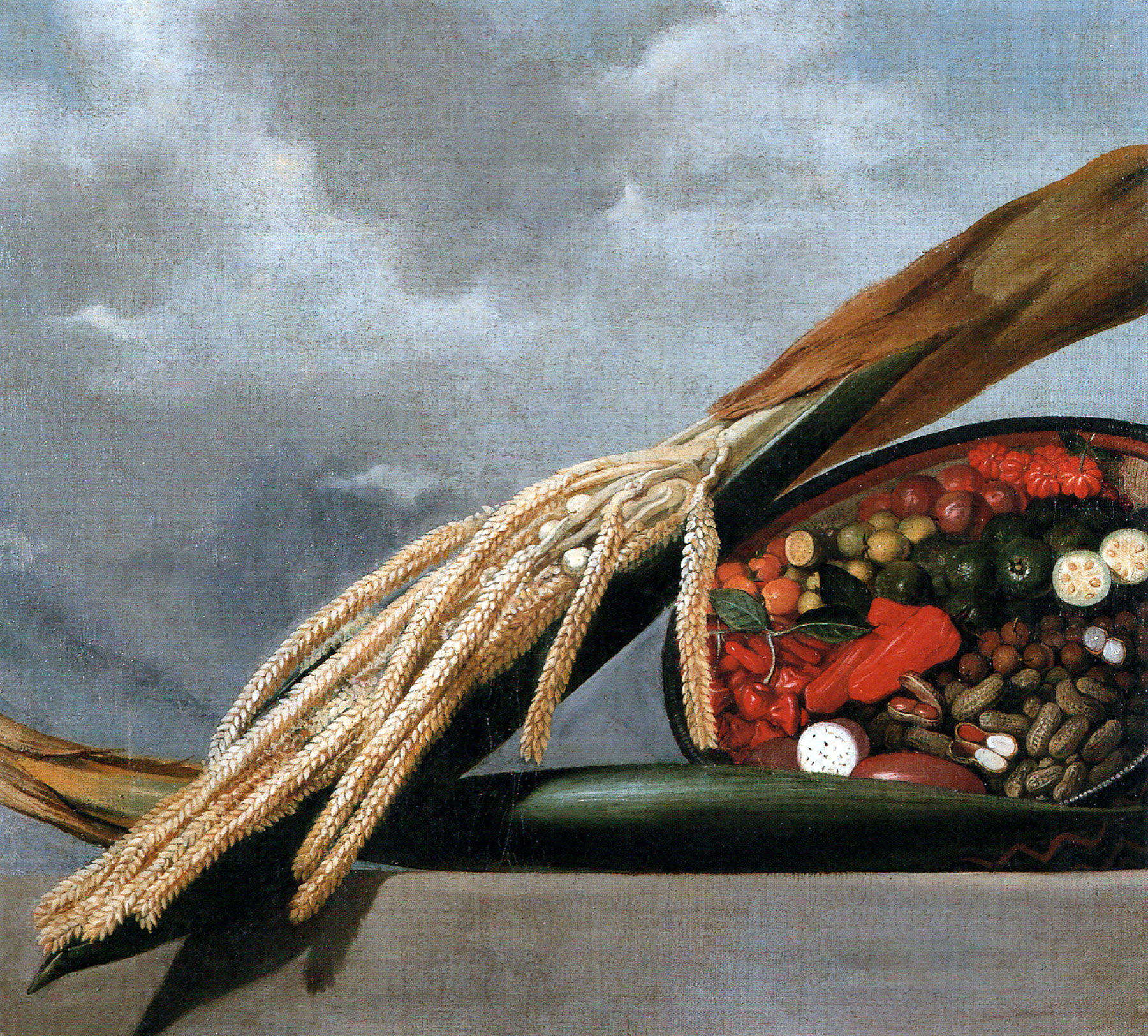
Fiorescenza di palma da cocco e frutti
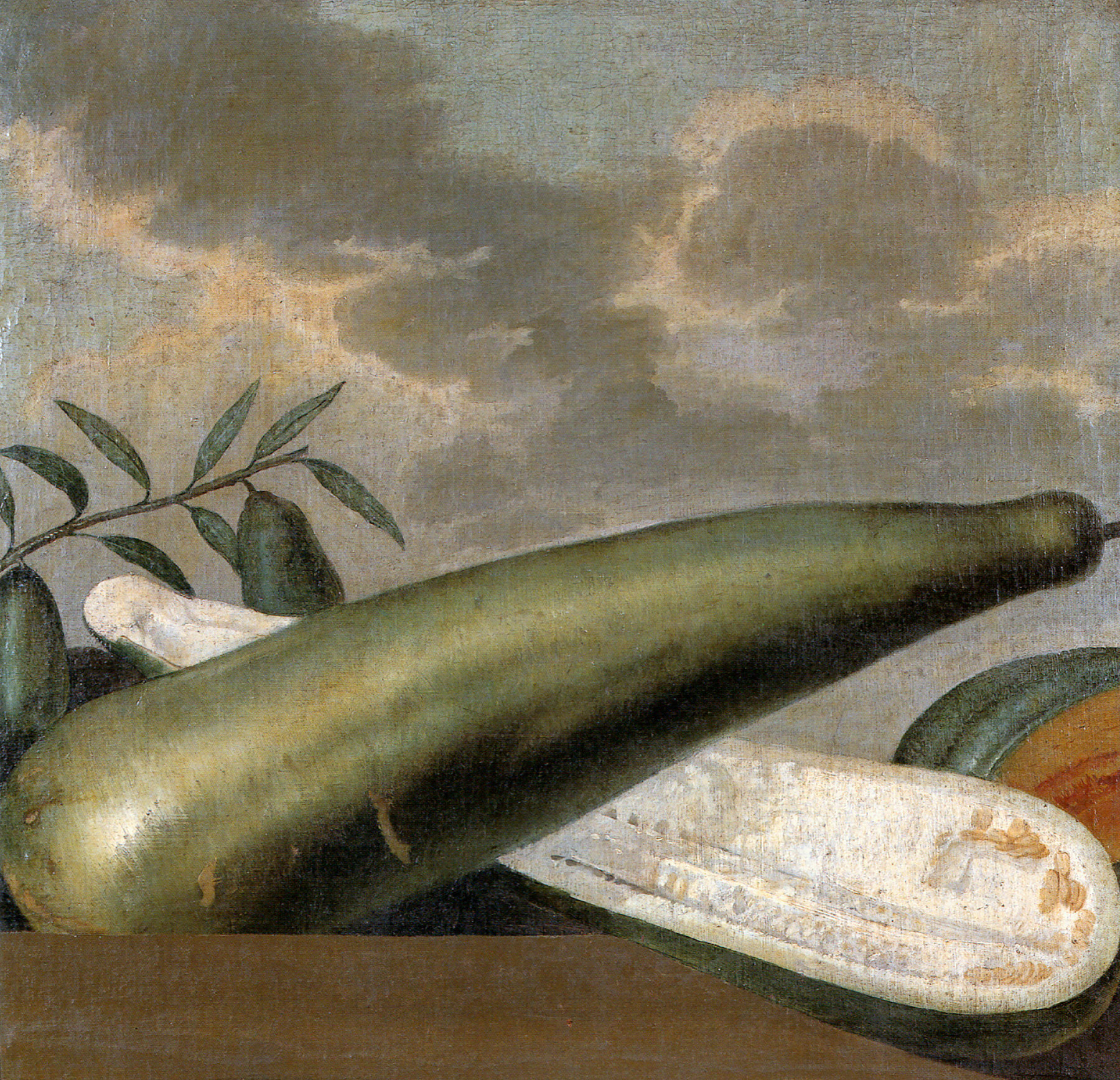
Cucurbitacee

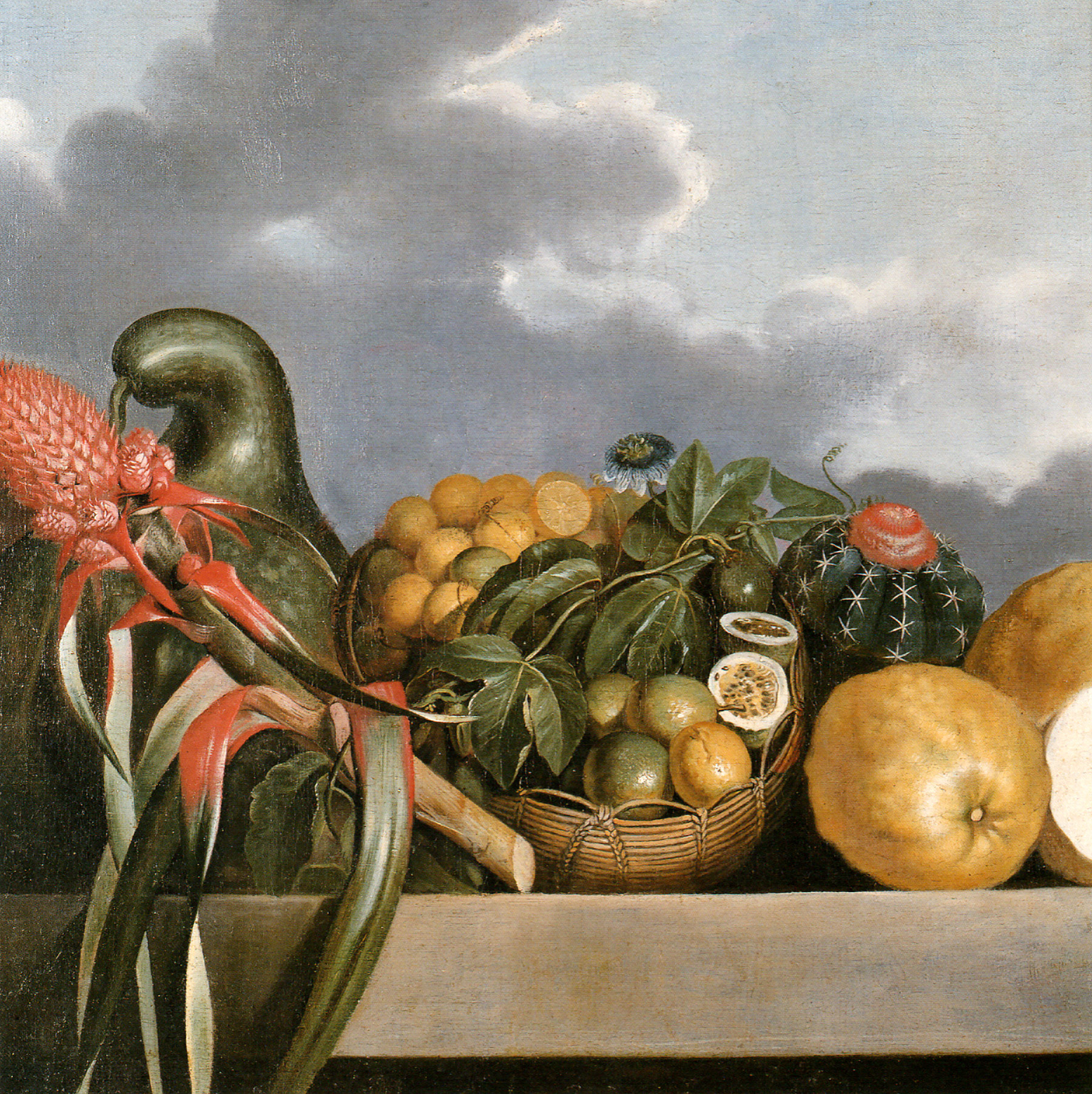
Cucurbitacea, frutto della passione, agrumi e un cactus
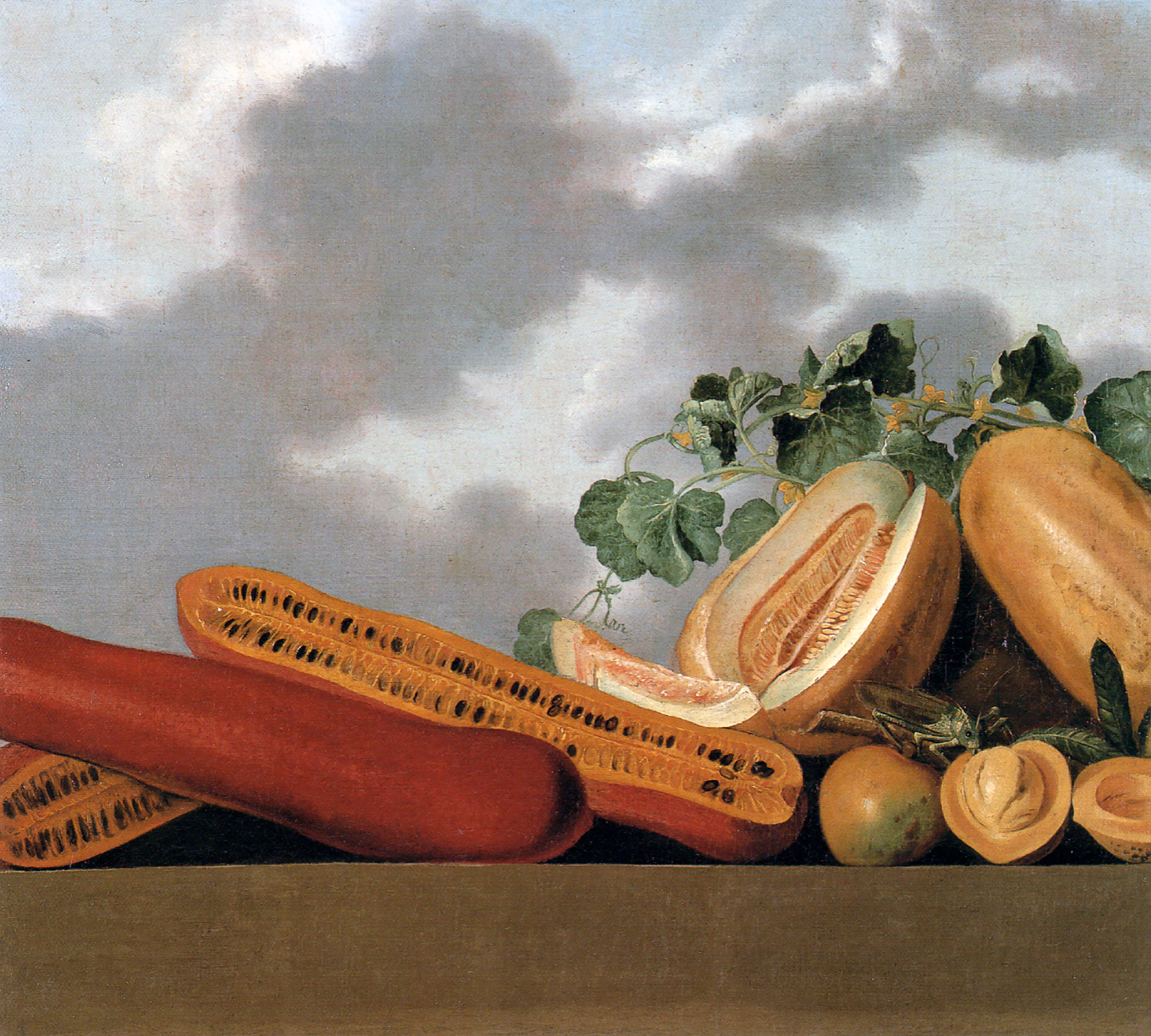
Manghi e meloni
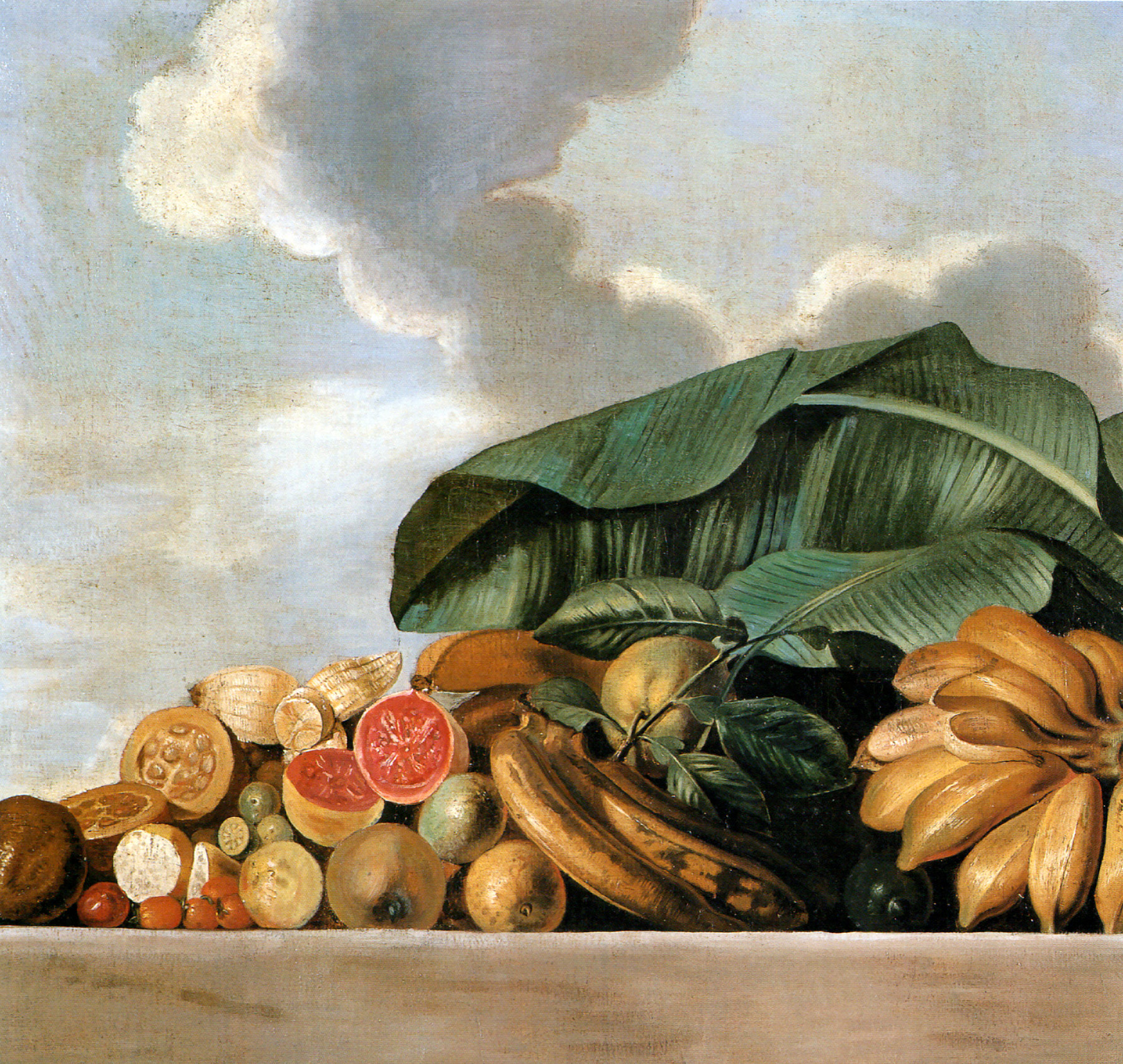
Banane, guava e altri frutti

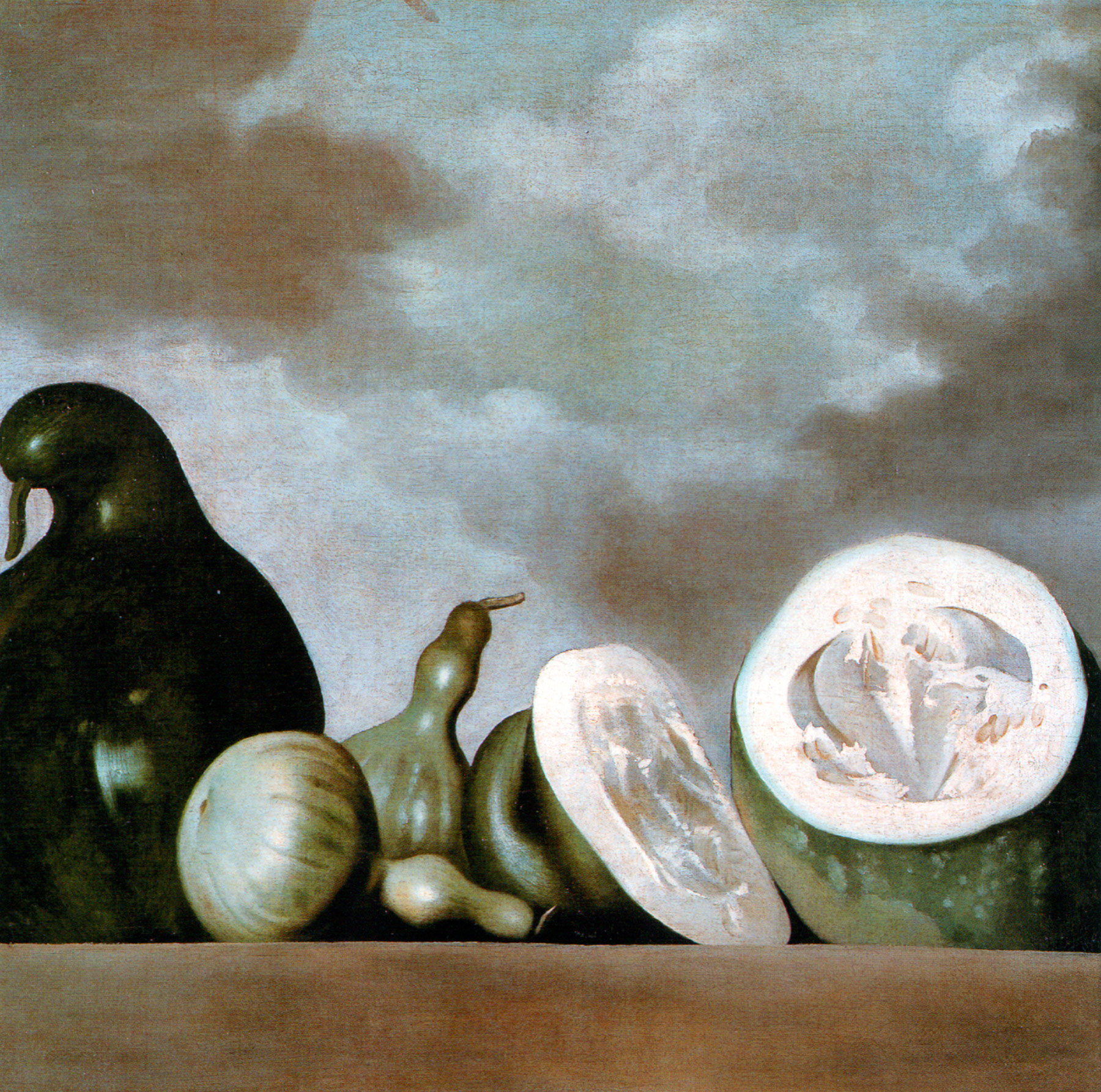
Cucurbitacee
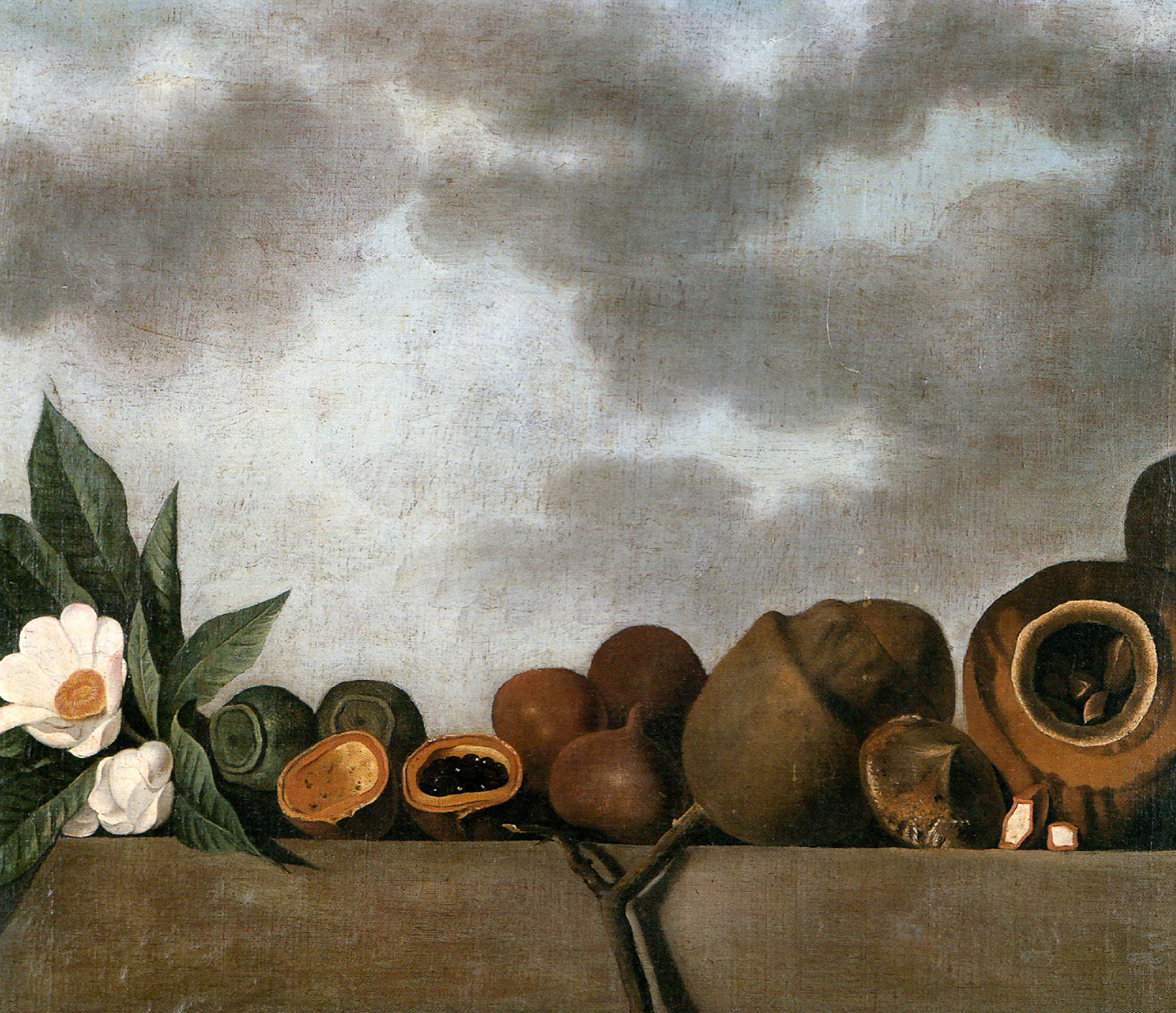
Noce del Brasile
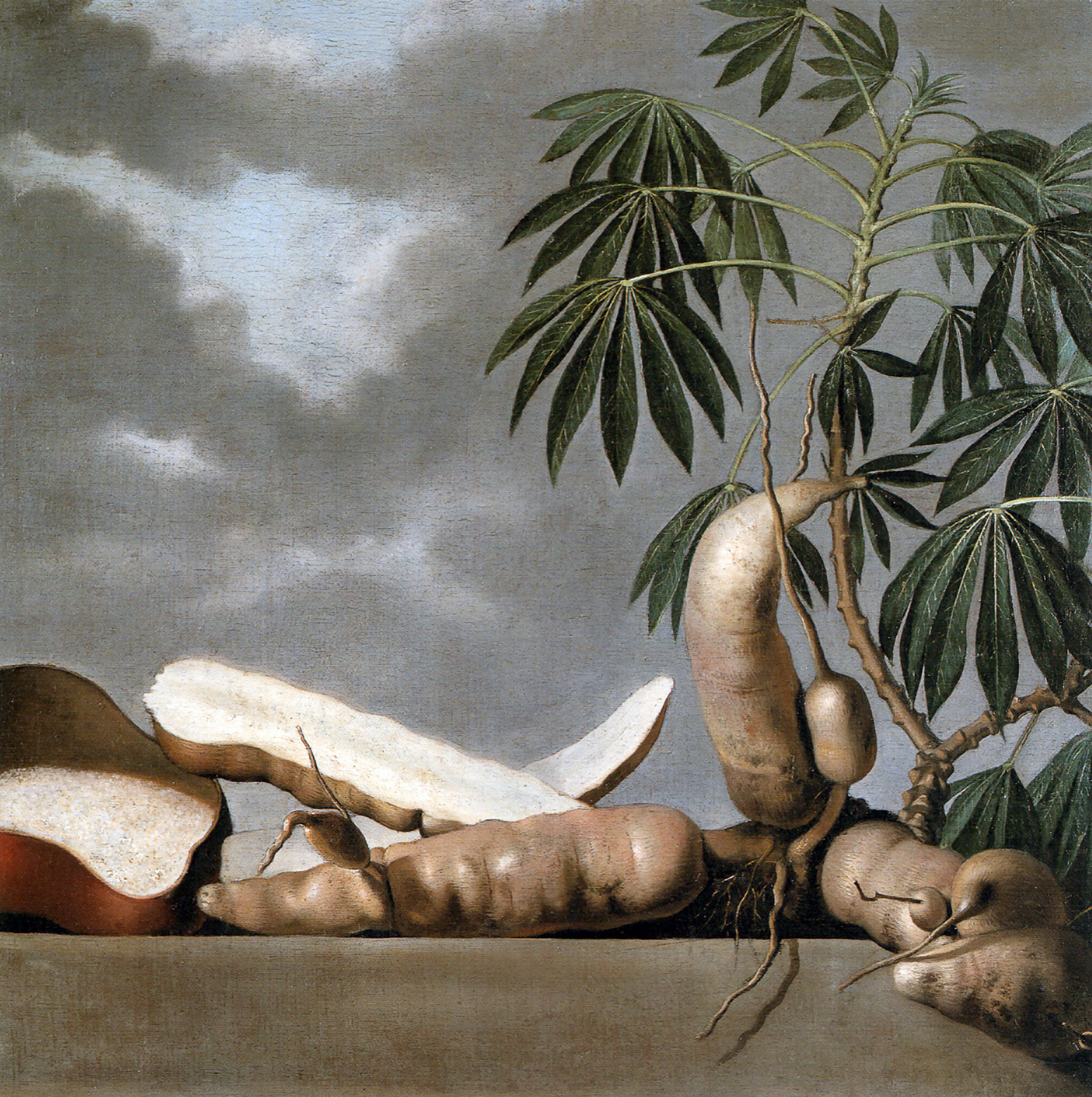
Manioca

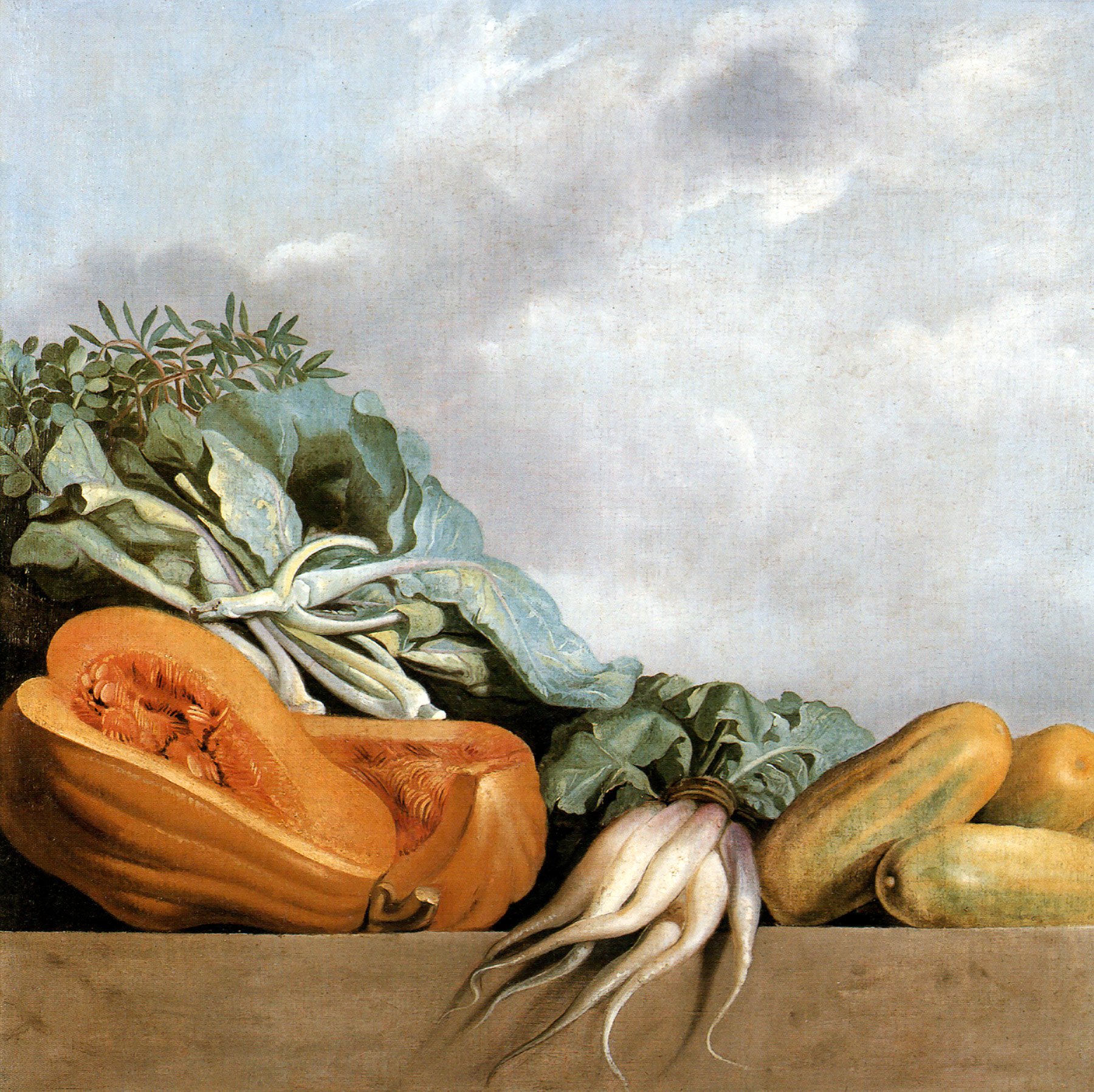
Zucca, rape e zucchine
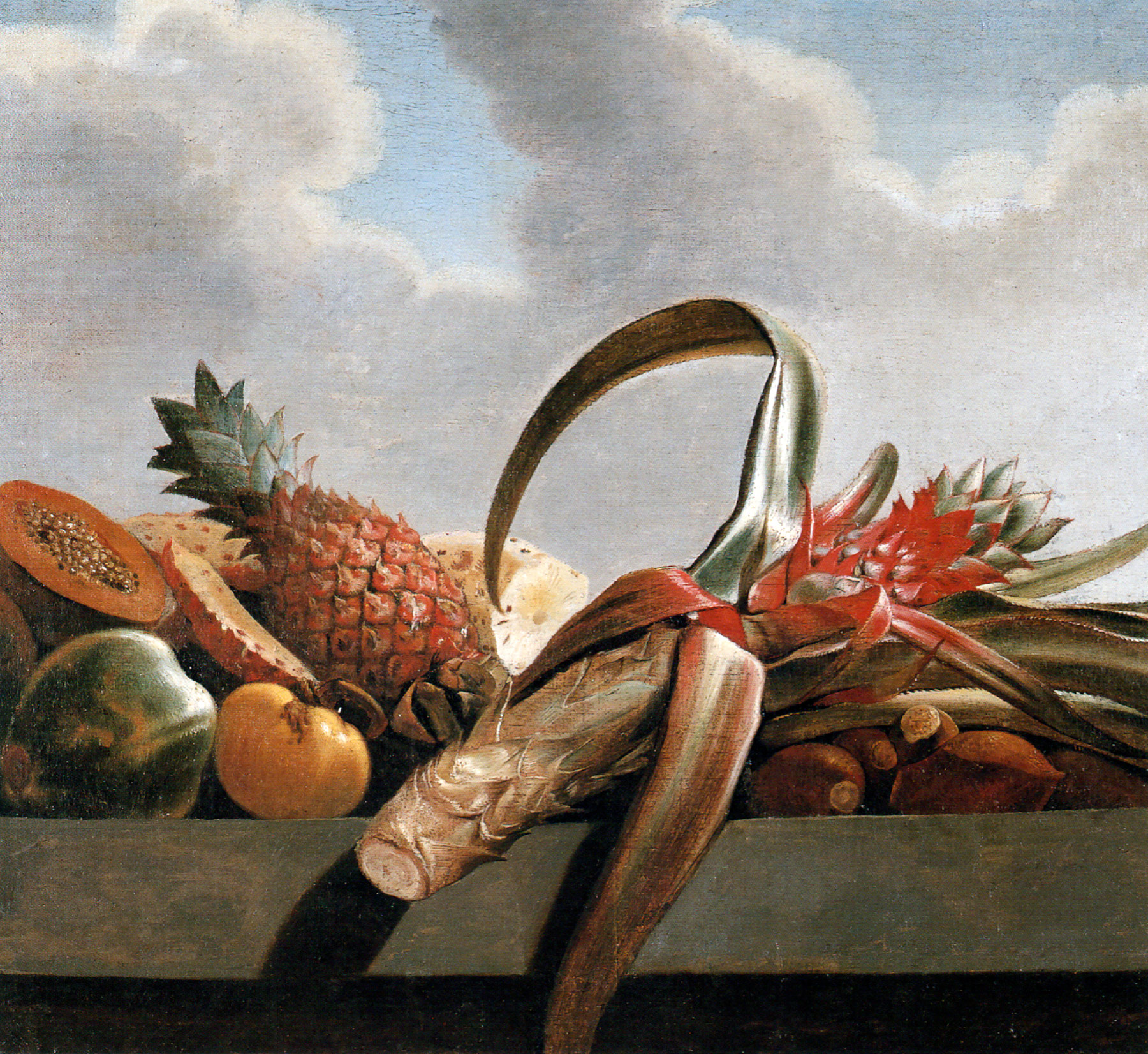
Ananas, papaia e altri frutti
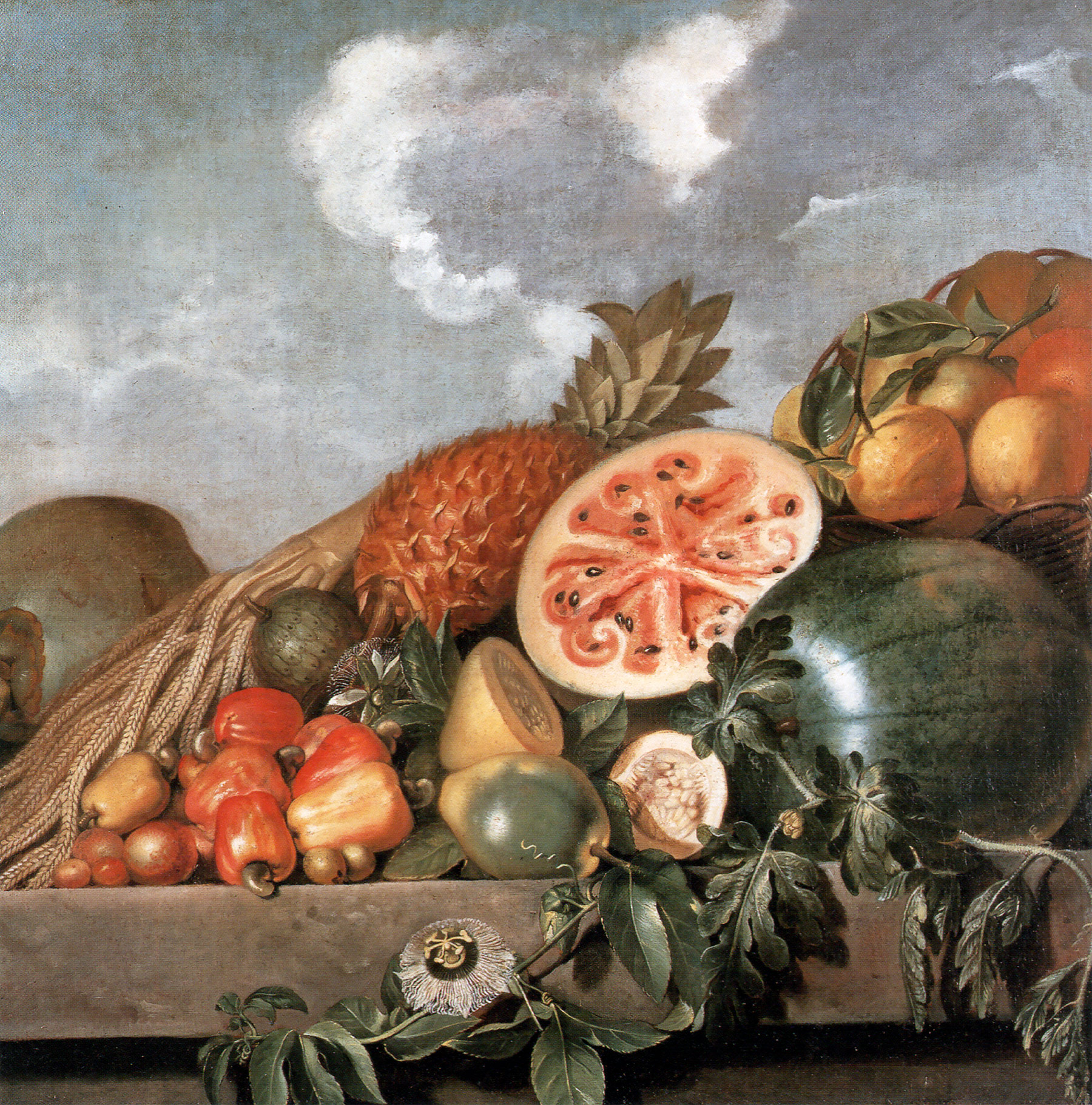
Altri frutti del Brasile